# Guerciotti

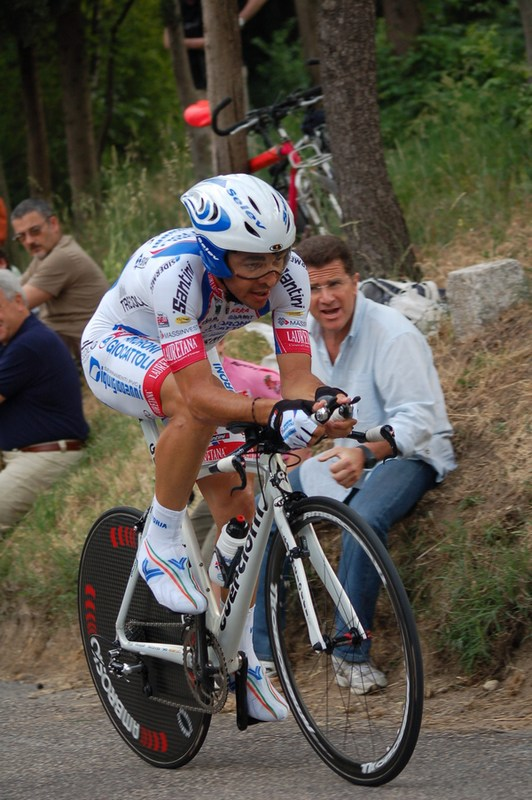
José Serpa sur un vélo de l'entreprise en 2010

Guerciotti est une entreprise italienne de production de cadres pour vélos de route et cyclocross fondée en 1964 par Italo et Paolo Guerciotti.

## Historique
Depuis sa création l'entreprise a principalement équipé équipes de cyclocross mais aussi des équipes sur route ayant équipé cyclistes comme Gianbattista Baronchelli et Giovanni Battaglin.
Guerciotti récemment a équipé les équipes Team LPR, Androni Giocattoli et Miche Guerciotti donc cyclistes comme Pavel Tonkov, Gilberto Simoni, Stefan Schumacher, Michele Scarponi et Davide Rebellin.

## Production
Guerciotti produit:
- Vélo de route
- Vélo de chrono
- Vélo de piste
- Vélo de cyclocross
- VTT

## Sponsoring
- 2005 Team LPR
- 2006 Team LPR
- 2007 Serramenti PVC Diquigiovanni-Selle Italia
- 2008 Serramenti PVC Diquigiovanni-Androni Giocattoli
- 2009 Serramenti PVC Diquigiovanni-Androni Giocattoli
- 2010 Androni Giocattoli
- 2011 Miche-Guerciotti
- 2012 Team Meridiana Kamen, Miche-Guerciotti
- 2013 CCC Polsat – Polkowice[1]